# Нарди, Антонио (художник)
Антонио Нарди (итал. Antonio Nardi; 2 июня 1888, Череа, Королевство Италия — 28 июля 1965, Верона, Республика Италия) — итальянский живописец, писавший картины в стиле экспрессионизма и магического реализма.

## Биография

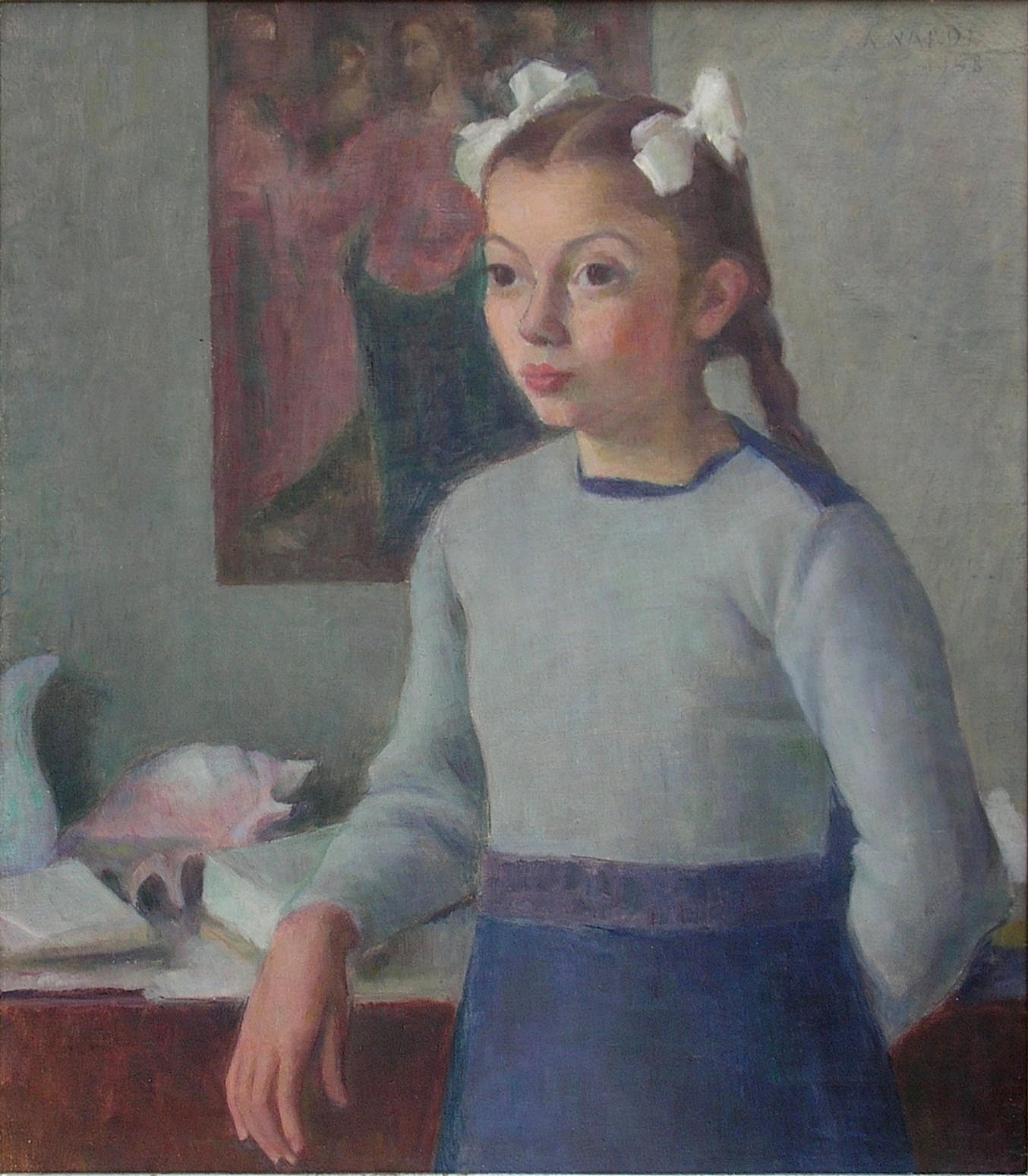
«Девочка с косичками» (1948). Холст, масло. 60 х 70 см. Частное собрание Джузеппе Нарди, Верона

Родился в 1888 году в Череа под Вероной в семье Доменико Нарди и Клодомиры, урождённой Беллавите. В 1897 году, вместе с семьёй, переехал в Верону, где после двух лет обучения в гимназии Стигматов, в 1903 году он поступил в академию Чиньяроли, которой руководил Альфредо Савини. Также окончил курсы в школе прикладного промышленного искусства в Вероне.
В 1908 году окончив аспирантуру при академии Чиньяроли и курс по созданию фресок и работы с темперой в Школе прикладного промышленного искусства в Вероне, написал фреску в зале, посвященном творчеству Паоло Веронезе в музее Вероны (ныне Музей естественных наук). В 1910 году им были написаны фрески в оратории при приходской церкви в Череа, которые были уничтожены во время Второй мировой войны. В апреле того же года он участвовал в Веронском биеннале. В марте 1912 года участвовал в нём во второй раз.
В 1912—1926 годах Нарди преподавал рисование в школе прикладного промышленного искусства в Вероне. В апреле 1915 года в Риме он участвовал на выставке любителей и знатоков изобразительного искусства. В апреле 1918 года в Вероне принимал участие на выставке Общества любителей искусства. В ноябре того же года в Турине участвовал на выставке Тревенето. В 1923 году за картину «Фигура в моей мастерской» он получил золотую медаль на художественной выставке XXXVIII Общества изящных искусств в Вероне. За всю свою жизнь художник участвовал на многочисленных престижных выставках на родине и за рубежом.
28 октября 1924 года, после смерти Альфредо Савини, Нарди возглавил академию Чиньяроли, которой руководил до 1965 года в звании профессора живописи. Он также был секретарём веронского профсоюза Национальной федерации художников с момента его основания до 1961 года. В 1961 году на Веронской биеннале Нарди получил золотую медаль Президента Республики за выдающиеся достижения в области искусства. Он умер в 1965 году в Вероне.